# Den russisk-persiske krig (1796)
Den Russisk-persiske krig i 1796 var en kortvarig krig mellem Det Russiske Kejserrige og Persien. Krigen blev udløst af stridigheder om de Georgien, der i århundreder havde været en del af den persiske interessesfære, men som i 1783 var blevet et russisk protektorat. 
En russisk hær under ledelse af general Valerian Zubov rykkede hurtigt gennem Kaukasus og var nær at angribe Persien syd og øst for det Kaspiske Hav, da Katarina den Store døde, og hæren blev kaldt tilbage. Rusland beholdt kontrollen med områderne i Transkaukasien. 

## Baggrund
Rusland havde i århundreder ekspanderet sin grænse sydpå og havde interesser i Kaukasus, herunder i de georgiske kongedømmer Kartli og Kakheti. Området i Kaukasus havde traditionelt været under Persisk overhøjhed, og havde i en kortere periode også været undergivet osmannisk overhøjhed. Det persiske Zand-dynasti var op igennem anden halvdel af 1700-tallet løbende blevet svækket og ved Nader Shahs død i 1747 opnåede de georgiske kongedømmer en de facto uafhængighed af de persiske herskere. I 1783 lod den georgiske konge, Erekle 2. sit kongerige få status som protektorat under Det Russiske Kejserrige ved Georgievskij-traktaten. Under Peter den Store havde Rusland haft en mindre interesse i Kaukasusområdet, men Katarina den Store anså området af strategisk betydning for Ruslands interesser. Rusland sendte i 1784 to infanteribataljoner til Tbilisi i 1784, men trak dem atter ud i 1787 mod georgiske protester, da Rusland var i endnu en krig mod osmannerne på en anden front.
Da Zanddynastiet i Persien blev styrtet af Qajardynastiet og opnåede fuld kontrol med Persien besluttede landets nye hersker Agha Mohammad Khan som en af sine første gerninger at bringe Georgien under persisk kontrol igen.  Perserne forlangte herefter af Erekle 2., at han tilbagekaldte traktaten med Rusland og anerkendte persisk overhøjhed over Georgien. Erekle 2. bad Katarina den Store om beskyttelse og mindst 3.000 russiske tropper, men Erekles bøn om hjælp blev ignoreret i af Katarina, hvorefter georgierne blev overlagt til sig selv i kampen mod perserne. Erekle 2. afviste på trods heraf ultimatummet fra Agha Mohammad Khan.
I august 1795 rykkede Agha Mohammad Khans hær ind i Georgien. Det lykkedes Erekle 2. at samle 5.000 mand, der forgæves forsøgte at forsvare Tiflis mod den persiske hær. Tiflis blev indtaget, plyndret og nedbrændt. Med erobringen af Tiflis opnåede perserne atter kontrol med det østlige Georgien. Tusindvis af georgiere blev massakreret og 15.000 georgiere blev tilfangetaget og sendt til Persien som slaver. Den persiske indtagelse af Tiflis i det russiske protektorat var en ydmygelse af Rusland, der dog beskyldte georgierne for at have forårsaget ulykken. For at genskabe autoritet i Kaukasus og troværdighed erklærede Katarina den Store krig mod Persien efter opfordring fra genetal Gudovitj.
Det russiske mål med krigen var at styrte den anti-russiske shah og erstatte ham med den mere moderate halvbror Morteza Qoli Khan, der havde bosat sig i Rusland for at opnå russiske beskyttelse.

## Krigens forløb
Det var forventet, at det 50.000 mand store russiske korps ville blive ledet af den erfarne general Gudovitj, men Katarina fulgte rådene fra sin elsker, Fyrst Zubov og overlod kommandoen til Zubovs unge bror, grev Valerian Zubov. De russiske tropper drog fra Kizljar i april 1796 stormede den persiske fæstning i Derbent den 10. maj. I midten af juni havde Zubovs tropper uden modstand indtaget det meste af det moderne Aserbajdsjan territorium, herunder de tre hovedbyer – Baku, Sjemakha og Gandja. I november 1796 var de stationeret ved sammenløbet af floderne Araks og Kura, klar til at angribe det centrale Persien.
I samme måned døde Katarina den Store imidlertid. Hendes efterfølger, zar Paul 1., der nærede mishag mod Zuboverne og som havde andre planer med hæren i anledning af Napoleonskrigene beordrede de russiske tropper tilbage til Rusland. Tilbagetrækningen skabte vrede og frustration hos de magtfulde Zubover og andre officerer, der deltog i felttoget; flere af dem deltog i det komplot, der fem år senere ledte til attentatet på Paul 1. og dennes død.